# Batalion ON „Chrzanów”

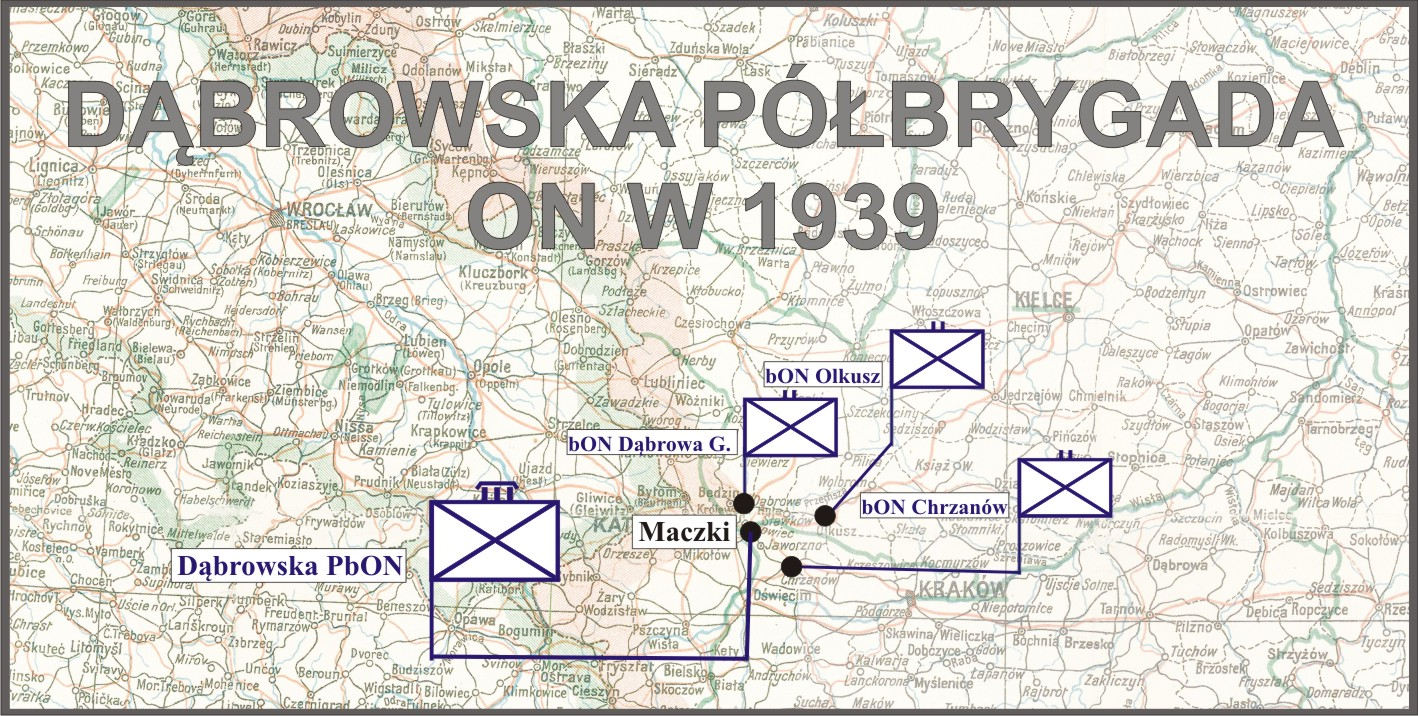
Dąbrowska Półbrygada ON

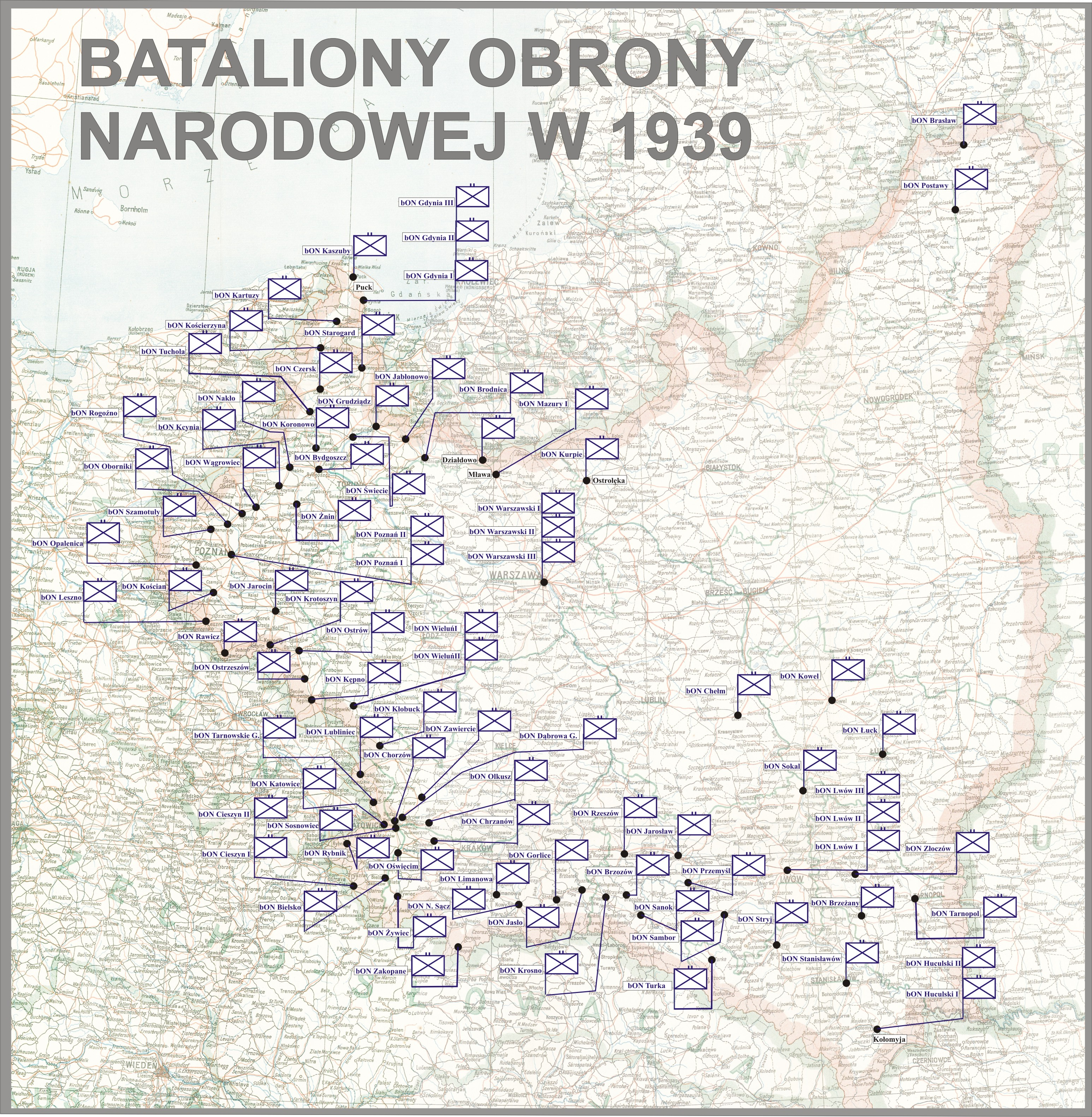
Obrona Narodowa w 1939

Chrzanowski Batalion Obrony Narodowej (batalion ON „Chrzanów”) – pododdział piechoty Wojska Polskiego II RP.

## Formowanie batalionu
Formowanie jednostki batalionu rozpoczęto na podstawie rozkazu Biura ds. ON MSWojsk.L.183 z 2 VIII 1939 w pierwszej dekadzie sierpnia 1939 roku według etatu batalionu ON typ IV lub według etatu batalionu ON typ III. Jednostka wchodziła w skład Dąbrowskiej Półbrygady ON. Stacjonowała na terenie Okręgu Korpusu Nr V: 1 kompania w Chrzanowie, 2 kompania w Jaworznie, a 3 kompania w Trzebini. Batalion składał się z kompanii ON „Chrzanów” przeniesionej z batalionu ON „Sosnowiec” oraz nowo sformowanych kompanii ON „Jaworzno” i „Trzebinia”.
24 sierpnia 1939 roku, po rozpoczęciu mobilizacji alarmowej, pododdział został przeformowany w II batalion 204 pułku piechoty. Organizacja jednostki zakończona została w pierwszych dniach września 1939 roku.

## Organizacja pokojowa batalionu
- Dowództwo - kpt. Tadeusz Stawicki
- 1 kompania ON „Chrzanów”
- 2 kompania ON „Jaworzno”
- 3 kompania ON „Trzebinia”